# Dave Holland (trumslagare)
David "Dave" Holland, född 5 april 1948 i Northampton, död 16 januari 2018 i Lugo i Spanien, var en brittisk trumslagare. 
Holland var trummis i Judas Priest mellan 1979 och 1989. Han lämnade gruppen av hälsoskäl samt musikaliska meningsskiljaktigheter med de andra medlemmarna. Han ersattes av Scott Travis.
David Holland var mest känd som trummis i Trapeze från 1969 till 1979 och i Judas Priest från 1979 till 1989. Han spelade på Judas Priest-album som bland annat "British Steel", "Screaming for Vengeance" och "Defenders of the Faith".
Mellan åren 2004 och 2012 avtjänade han ett åtta år långt fängelsestraff, bland annat för våldtäktsförsök på en 17-årig pojke. Dave Holland hävdade även efter domen att han var oskyldigt dömd.
Det var i januari 2004 som Holland ställdes inför rätta, för försök till våldtäkt samt sexuellt utnyttjande av en av sina manliga elever. Domstolen dömde honom till åtta års fängelse. Efter avtjänat straff flyttade han 2012 till Spanien.

## Diskografi i urval
Judas Priest
- British Steel (1980)
- Point of Entry (1981)
- Screaming for Vengeance (1982)
- Defenders of the Faith (1984)
- Turbo (1986)
- Priest...Live! (1987)
- Ram It Down (1988)